# Carl Robie
Carl Robie (n. 12 mai 1945, Darby⁠(d), Pennsylvania, SUA – d. 30 noiembrie 2011, Sarasota, Florida, SUA) a fost un înotător ce a reprezentat Statele Unite ale Americii, medaliat olimpic. A participat la 2 ediții ale Jocurilor Olimpice (1964, 1968) în care a câștigat două medalii de aur și două medalii de argint.